# 12755 Balmer
A 12755 Balmer (ideiglenes jelöléssel 1993 OS10) a Naprendszer kisbolygóövében található aszteroida. Eric Walter Elst fedezte fel 1993. július 20-án.